# Klisino (gromada)
Klisino (od 31 XII 1959 Szonów) – dawna gromada, czyli najmniejsza jednostka podziału terytorialnego Polskiej Rzeczypospolitej Ludowej w latach 1954–1972.
Gromady, z gromadzkimi radami narodowymi (GRN) jako organami władzy najniższego stopnia na wsi, funkcjonowały od reformy reorganizującej administrację wiejską przeprowadzonej jesienią 1954 do momentu ich zniesienia z dniem 1 stycznia 1973, tym samym wypierając organizację gminną w latach 1954–1972.
Gromadę Klisino z siedzibą GRN w Klisinie utworzono – jako jedną z 8759 gromad na obszarze Polski – w powiecie głubczyckim w woj. opolskim, na mocy uchwały nr VII/19/54 WRN w Opolu z dnia 4 października 1954. W skład jednostki weszły obszary dotychczasowych gromad Klisino i Szonów ze zniesionej gminy Klisino w tymże powiecie. Dla gromady ustalono 20 członków gromadzkiej rady narodowej.
31 grudnia 1959 do gromady Klisino włączono wieś Kazimierz ze zniesionej gromady Kazimierz w tymże powiecie, po czym gromadę Klisino zniesiono przez przeniesienie siedziby GRN z Klisina do Szonowa i zmianę nazwy jednostki na gromada Szonów.